# Hoàng Thanh Dũng
Hoàng Thanh Dũng là thẩm phán cao cấp người Việt Nam. Ông hiện giữ chức vụ Chánh tòa Tòa hành chính Tòa án nhân dân cấp cao tại Thành phố Hồ Chí Minh.

## Tiểu sử
Hoàng Thanh Dũng sinh năm 1968.
Tháng 11 năm 2015, Hoàng Thanh Dũng là Phó Chánh án Tòa án nhân dân tỉnh Bình Phước.
Từ ngày 3 tháng 2 năm 2018, ông được chuyển về Tòa lao động Tòa án nhân dân cấp cao tại Thành phố Hồ Chí Minh công tác và được bổ nhiệm chức danh thẩm phán cao cấp.
Từ ngày 1 tháng 2 năm 2020, ông được bổ nhiệm giữ chức vụ Chánh tòa Tòa hành chính Tòa án nhân dân cấp cao tại Thành phố Hồ Chí Minh nhiệm kì 5 năm.